# Sys Hartmann
Henny Sys Hartmann (født Friis 30. juli 1932 i Fredericia, død 20. september 2011 i København) var dansk kunsthistoriker.
Sys Hartmann var datter af Cathrine Henriette Pedersen Friis (1902-74). Hun tog i 1966 studentereksamen fra Statens Kursus efter et forlist ægteskab med major Frits Caspersen, hvor hun fik to døtre. Hun arbejdede dernæst i forlagsbranchen og var 1969-72 sekretær for professor Else Kai Sass. Hun mødte forlæggeren Godfred Hartmann, som hun blev gift med 1. maj 1969. Samtidig begyndte hun at læse kunsthistorie ved Københavns Universitet, og i studietiden var hun studentermedhjælper ved Kunstakademiets Biblioteks Samling af Arkitekturtegninger.
Hun blev i 1975 mag.art. med et speciale om kunsten i Rom i første halvdel af 1800-tallet. Året efter blev hun ansat i Fredningsstyrelsen som medarbejder ved Det særlige Bygningssyn. Hendes engagement for arkitektur og bygningsbevaring var stort, og i hendes tid blev registranterne over byer og bygninger flyttet fra Nationalmuseet til Fredningsstyrelsen. 1981 blev hun udpeget som kontorchef i styrelsens bygningsfredningskontor, senere Skov- og Naturstyrelsen (siden 2001 Kulturarvsstyrelsen). I hendes periode blev mange huse reddet fra forfald, styrelsens arbejde blev systematiseret. Blandt succeshistorierne kan nævnes den forfaldne herregård Bratskov, der blev konverteret til repræsentationslokaler og turistkontor for Brovst Kommune. Også Sønderskov Hovedgård lykkedes det i 1986 at redde fra undergang.
I 1992 sadlede Sys Hartmann om, idet hun forlod sin stilling og blev direktør og hovedredaktør for 4. reviderede udgave af Weilbachs Kunstnerleksikon, der blev udgivet i ni bind fra 1994 til 2000 på forlaget Rosinante og i dag er tilgængelig online Arkiveret 9. juni 2007 hos  Wayback Machine.
Hun var også aktiv i genetableringen af Selskabet for Arkitekturhistorie i 1978, og hun var formand for selskabet 1991-95. 1982-94 var Hartmann medlem af bestyrelsen for Museet Liselund gamle Slot, 1986-94 som formand. 1979-86 var hun medredaktør af tidsskriftet Architectura. Hun modtog Nykredits Arkitekturpris 1989 og rejselegat fra Ny Carlsbergfondet 1999. I 1983 blev hun udnævnt til Ridder af Dannebrogordenen.
Sys Hartmann døde af kræft i 2011.

## Udvalgte værker
- 50 palæer og landsteder, 1976.
- Danmarks arkitektur: Byens huse, byens plan, 1979.
- I sydens land, 1993.